# Jaz Sinclair
Jaz Sinclair, właśc. Jasmine Sinclair Sabino (ur. 22 lipca 1994 w Dallas) – amerykańska aktorka, która wystąpiła m.in. w serialu Chilling Adventures of Sabrina.

## Filmografia

### Filmy
| Rok  | Tytuł                                        | Rola           | Uwagi       |
| ---- | -------------------------------------------- | -------------- | ----------- |
| 2009 | Into Dust                                    | Snotty Girl    | krótkometr. |
| 2011 | A Race Against Time: The Sharla Butler Story | Sharla         |             |
| 2013 | Ordained                                     | NYC Pedestrian |             |
| 2015 | Papierowe miasta                             | Angela         |             |
| 2016 | Kołysz się, dziecino                         | Anna Walsh     |             |
| 2017 | Mamuśki mają wychodne                        | Olivia         |             |
| 2017 | Think Fast                                   | Jayme Mac      | krótkometr. |
| 2018 | Slender Man                                  | Chloe          |             |
| 2019 | Wingmen                                      | Marie          | krótkometr. |
| 2022 | Please Baby Please                           | Joanne         |             |
| 2022 | Written By                                   | Kenzie         | krótkometr. |

### Telewizja
| Rok       | Tytuł                          | Rola                  | Uwagi                          |
| --------- | ------------------------------ | --------------------- | ------------------------------ |
| 2013–2014 | Masterclass                    | ona sama              | serial dokumentalny; 2 odcinki |
| 2014      | VlogBrothers                   | ona sama              | serial dokumentalny; 2 odcinki |
| 2014      | Revolution                     | Kim Carson            | 1 odcinek                      |
| 2014      | Partnerki                      | Tasha Williams        | 3 odcinki                      |
| 2016–2019 | Easy                           | Amber                 | 3 odcinki                      |
| 2017      | Pamiętniki wampirów            | Beatrice Bennett      | 2 odcinki                      |
| 2018–2020 | Chilling Adventures of Sabrina | Rosalind „Ros” Walker | w gł. obsadzie                 |
| 2022      | The Boys                       | Marie Moreau          | rola cameo                     |
| 2023      | Pokolenie V                    | Marie Moreau          | w gł. obsadzie                 |

## Nagrody i nominacje
| Rok  | Nagroda      | Kategoria                      | Nominowana praca | Wynik     | Przypis |
| ---- | ------------ | ------------------------------ | ---------------- | --------- | ------- |
| 2019 | Złota Malina | Najgorsza aktorka drugoplanowa | Slender Man      | Nominacja | [ 4 ]   |